# Roxane Gay
Roxane Gay, född 15 oktober 1974 i Omaha, Nebraska, är en amerikansk feministisk författare, universitetslektor och redaktör. Hon är universitetslektor i engelska vid Purdue University och skriver regelbundent för The New York Times. Hon grundade förlaget Tiny Hardcore Press.
År 2014 kom hon ut med essäsamlingen Bad Feminist som nådde stor framgång och som även tar upp underrepresentation av färgade personer inom de akademiska och konstnärliga fälten. Under 2017 kom hennes bok Hunger ut, vars tema rör övervikt och samhällets kroppsideal. I vilt tillstånd är hennes hittills enda roman.